# Schiønning & Arvé
A/S De forenede Gummi og Luftringe Fabriker Schiønning & Arvé var en dansk gummifabrik, der lå i Heimdalsgade 45-47 på Nørrebro. Fabrikken eksisterede som selvstændig virksomhed 1896-1983.
Fabrikkens navn huskes i dag primært i forbindelse med BZ-bevægelsen, idet den blev besat den 24. oktober 1981 og var kampplads for konfrontationer mellem BZ'ere og politi, der for første gang brugte tåregas ved en rydning.

## Historie
Fabrikken Schiønning & Arvé blev grundlagt 19. august 1896 og var efter international målestok meget innovativ. Den havde siden 1898 fremstillet massive ringe, fra 1900 slanger og fra 1909 bildæk. Fabrikken kunne allerede i 1924 fremstille ballondæk ud fra cordlærred. I 1928 var man nået op på at kunne fremstille ringe med meget lavt tryk selv for svære vogne, og i 1934 kunne luftringene klare vogne med et akseltryk på over 10 tons. Det var en sensation, da man i løbet af 1920'erne fik pålidelige luftringe til bilerne, som førhen havde kørt på tunge, massive gummihjul. Fabrikken blev udvidet i 1932.
ØK overtog i 1914 aktiemajoriteten i Schiønning & Arvé for selv at kunne oparbejde en del af den fra Østen hjemførte rågummi og udvidede året efter aktiekapitalen til 2½ mio. kr.
I 1981 ophørte produktionen i Heimdalsgade og to år senere blev virksomheden opkøbt af Codan Gummi A/S, der i 1984 også købte Paxall, Schubert & Co. De to virksomheder blev i 1987 lagt sammen under navnet Schubert Seals A/S. I dag indgår de i Codan Tech A/S.
Fabrikken i Heimdalsgade blev revet ned for at give plads til AABs 250 lejligheder, der stod indflytningsklare i september 1984.

## Direktion
Julius Marinus Eleonorus Schiønning (1853-1919) var direktør til sin død. Derefter blev Christian Evers direktør for Schiønning & Arvé.

## Bestyrelse
Selskabets første bestyrelse fra 1896 bestod af: Peter Bjørnbak (1844-1899), Hans Peter Hansen, Max Poul Levig, Isidor Sigurd Monies (1864-1922), Carl Georg Conrad Arvé og Julius Marinus Eleonorus Schiønning (1853-1919).
Bestyrelsen bestod i 1950 af direktør Rasmus Holst Andersen (1886-1951), formand, dr.scient., fabrikejer Bøje Benzon (1891-1976), næstformand og ovennævnte direktør Christian Evers.